# Старояшевська сільська рада
Староя́шевська сільська рада (рос. Старояшевский сельский совет) — муніципальне утворення у складі Калтасинського району Башкортостану, Росія. Адміністративний центр — присілок Старояшево.

## Населення
Населення — 684 особи (2019, 850 в 2010, 959 в 2002).

## Склад
До складу поселення входять такі населені пункти:
| Населений пункт      | Населення, осіб (2002) | Населення, осіб (2010) |
| -------------------- | ---------------------- | ---------------------- |
| Актуганово, село     | 356                    | 326                    |
| Братовщина, село     | 64                     | 51                     |
| Новояшево, присілок  | 151                    | 143                    |
| Семенкино, присілок  | 128                    | 109                    |
| Старояшево, присілок | 260                    | 221                    |